# Presunto culpable (película)
Presunto culpable es un largometraje documental realizado en el Reclusorio Oriente de la Ciudad de México y en los Tribunales de Justicia que narra la historia de José Antonio Zúñiga y su lucha en contra del Sistema Penal y Judicial mexicano.

## Sinopsis
El documental muestra cómo la vida de José Antonio (Toño) Zúñiga, un joven tianguista de Iztapalapa de 26 años, cambió para siempre cuando el lunes 12 de diciembre de 2005, una patrulla de la policía de la Ciudad de México lo arresta abruptamente en Iztapalapa acusándolo de homicidio.
Toño, preso por un crimen que él no cometió, logra ponerse en contacto con dos jóvenes abogados, quienes agarran este caso con esperanza de poderle regresar la libertad y mostrar su inocencia. Pero deben buscar la forma de reabrir este caso y poder probar la inocencia de Toño. Después de muchas noches de desvelo y una larga y exhaustiva investigación, se dan cuenta de que el abogado defensor en el juicio condenatorio había estado litigando con una cédula profesional falsa. Gracias a este descubrimiento les permite reabrir este caso y poder anular la sentencia pasada para hacer un nuevo juicio y poder emprender esta lucha por la libertad de Toño.
Con un testigo acusador, el juez Héctor Palomares Medina que ya había dictado sentencia de culpable y un sistema judicial fallido, la libertad de Toño parece casi imposible, pero Layda y Roberto no desisten. Suman a Rafael Heredia, audaz y determinado abogado, para completar el equipo de defensa. Ahora, este equipo, armado de una cámara que los acompañará durante todo el juicio, enfrenta las pruebas falsas y sistema fallido que llevaron a un inocente a la cárcel. Así se pudo demostrar la inocencia de Toño y se le dio la libertad con dictamen de "absuelto".

## Reparto
- José Antonio Zúñiga Rodríguez (Antonio Zúñiga), el acusado de Iztapalapa.
- Eva Gutiérrez, la esposa.
- Rafael Heredia Rubio, el abogado defensor.
- Roberto Hernández, abogado y cineasta.
- Layda Negrete, abogada y cineasta.
- Héctor Palomares Medina, el juez.
- Víctor Daniel Reyes Bravo, el testigo acusador.
- Marisela Miranda Galván, (Ministerio Público Adscrita al Juzgado).
- José Manuel Ortega, el detective.

## Inicio del proyecto
En 2006, unos amigos de José Antonio Zúñiga se enteraron del documental El Túnel y buscaron a los realizadores de este, Roberto Hernández y Layda Negrete; este contacto resultó en el rodaje de Presunto culpable.

## Censura, suspensión judicial y reanudación de las funciones
El 2 de marzo de 2011, dos semanas después del estreno de la película, la juez decimosegunda de Distrito en Materia Administrativa del Distrito Federal, Blanca Lobo Domínguez, ordenó la suspensión provisional de su exhibición, distribución y promoción después de la presentación de un recurso de amparo por parte de uno de los testigos que participaron en el juicio, quien alegaba que no autorizó el uso de su imagen; se anunció que, en virtud de la suspensión, se retirarían las 200 copias de Presunto culpable ya distribuidas en 21 ciudades de México.
A poco de anunciarse la suspensión en noticiarios, el asunto se convirtió en tema del momento o trending topic de Twitter, donde muchos comentarios evidenciaron indignación ante lo que se percibió como censura del Poder Judicial mexicano a una crítica en su contra.
Al día siguiente, la suspensión provisional fue calificada de "confusa, ambigua, oscura" por Héctor Villarreal, subsecretario de Normatividad y Medios de la Secretaría de Gobernación, quien agregó que "la RTC no tiene facultades" para suspender la proyección, distribución y promoción de ninguna película como lo pedía la juez. Además, la medida judicial fue repudiada por los coordinadores de los principales partidos de la Cámara de Diputados federal.
También al día siguiente, la cadena de cines Cinépolis dio a conocer a través de sus cuentas en Twitter y TwitLonger que 

Presunto Culpable se mantendrá en exhibición hasta en tanto recibamos una orden judicial o administrativa que requiera suspender su exhibición. En su caso, dicha orden será analizada y consideraremos las alternativas disponibles.

Finalmente el documental fue retirado de las salas de cine el 7 de marzo de 2011 por la RTC por orden de la juez Lobo Domínguez.
La RTC interpuso un recurso de queja ante el Tribunal Colegiado de Circuito por la disposición de la juez de distrito Lobo Domínguez; por ley, el tribunal estaba obligado a resolver la queja en un plazo de 48 horas.
El miércoles 9 de marzo de 2011 se dio un giro de 180 grados a la disputa judicial; el Sexto Tribunal Colegiado en Materia Administrativa del Primer Circuito determinó revocar la suspensión provisional de la exhibición de  Presunto culpable. Por lo tanto, se reanudaron las funciones del documental en todo el país.

## Menciones y premios
- Mejor Documental Premio Amnistía Internacional dentro del Festival de Cine y Derechos Humanos de Barcelona 2011.
- Emmy, Academia Nacional de Artes y Ciencias de la Televisión de Estados Unidos, mejor trabajo de investigación periodística del año, Nueva York 2011.
- International Documentary Association, Los Ángeles 2010, Humanitas Award.
- Verzio Film Festival, Budapest 2010, Premio del público.
- Sarajevo Film Festival, Prizren 2010, Premio del público.
- One World Media, Londres 2010, Premio al Mejor Largometraje Documental.
- Documenta Madrid, España 2010, Premio al Mejor Documental y Premio del Público.
- East End Film Festival, Londres 2010, Premio al Mejor Largometraje Documental.
- Los Angeles Film Festival, 2010, Premio del Público por Mejor Largometraje Internacional.
- Human Rights Watch Film Festival, Nueva York 2010, Película de Clausura.
- San Francisco International Film Festival, 2010, Golden Gate Best Bay Area Documentary.
- Festival Internacional de Cine de Guadalajara, México 2010, Premio por Mejor Documental.
- Copenhagen International Documentary Film Festival, Dinamarca 2009 Premio de Amnistía Internacional.
- Festival Internacional de Cine de Morelia, México 2009, Premio por Mejor Documental.
- Belfast Film Festival, Irlanda 2009, Maysles Brothers Documentary Award.